# 靈巧級驅逐艦
靈巧級驅逐艦（法語：Classe L'Adroit），是法國海軍驅逐艦級，共14艘，於1925到1926年開工，1928年到1931年間服役。該級噸位不大，武裝和護甲一般，使用單裝130mm艦炮（1924型），能跑33節，配有6根550mm魚雷發射管，副武器和防空武器性能較差。總體上靈巧級是暴風雪級驅逐艦的翻版和後型艦，配置相同的武裝，但總噸位稍重一點。
該級在第二次世界大戰中服役並成為法國海軍重要的一環。該級命運多舛。1940年5月21日，在敦刻爾克，首艦靈巧號被德國He111轟炸機的炸彈擊沉，但她的全體船員全部脫離成功，並在岸防部隊作戰。1940年6月1日，雷電號在類似的情況下沉沒，但船員傷亡較多。
巴斯克號、福爾班號和幸運號是法國亞歷山大中隊的成員，於1940年6月22日法國投降後向英國方面解除武裝。她們後來在自由法國主持下於1943年12月重新武裝作戰。
火炬行動中，布洛涅號、布雷斯特號、暴躁號和投石號數艦皆在卡薩布蘭卡港被盟軍船隻擊沉。翠鳥號在襲擊中倖存下來，後來加入盟軍。
波爾多人號、拉帕爾姆號和勒馬爾號與法國其他許多大中型戰艦一起，在土倫自沉，作為抗拒被德國納粹接管的無奈之舉。